# Рива (Комо)
Рива је насеље у Италији у округу Комо, региону Ломбардија.
Према процени из 2011. у насељу је живело 261 становника. Насеље се налази на надморској висини од 243 м.